# Жангизтобинский ветер
Жангизтобинский ветер — местный ветер, наблюдается в районе посёлка Жангизтобе Восточно-Казахстанской области. Причины образования жангизтобинского ветра: воздушные массы со стороны реки Чёрный Иртыш и озера Зайсан втягиваются в циклон, проходящий с запада, поток усиливается над перевалом Каражол, затем сливается с воздушным потоком, движущимся с юга между хребтом Тарбагатай и Шынгыстау. Появление ветра отмечается осенью и в начале зимы, когда наиболее часто с запада приходит циклон; скорость ветра достигает 40—70 м/с. 